# Vordorf
Vordorf là một đô thị thuộc the huyện Gifhorn, trong bang Niedersachsen, Đức. Đô thị này có diện tích km². Đô thị Vordorf thuộc Samtgemeinde Papenteich. Đô thị Vordorf gồm các làng Eickhorst, Rethen và Vordorf.

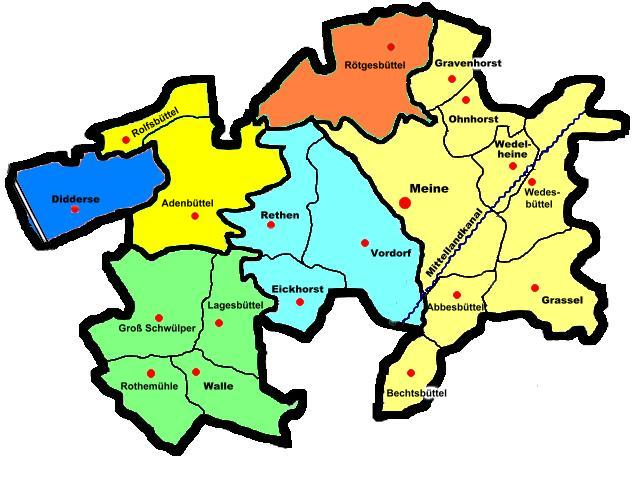
Bản đồ Papenteich